# 初級システムアドミニストレータ試験
初級システムアドミニストレータ試験（しょきゅうシステムアドミニストレータしけん、Systems Administrator Examination、略称:初級シスアド、略号:AD）は、情報処理技術者試験に存在した区分である。

## 概要
旧名システムアドミニストレータ試験として、1994年に初回試験を実施。このときは、年1回秋期のみの開催だった。1996年にシステムアドミニストレータを初級システムアドミニストレータ試験と改名、さらに上位の範囲を上級システムアドミニストレータ試験（現在のITストラテジスト試験の前身）として実施。1999年に初級システムアドミニストレータの受験者増加により春期・秋期の年2回の開催となり、範囲はやや上等になる。この年から合格率が低下する。
試験内容は、業務効率の向上・改善を目的とし、現状業務における諸問題を把握・解決するために、担当する業務の情報化を利用者の立場から推進するエンドユーザーコンピューティング（EUC）役割がある。ただし、本来のシステムアドミニストレータは、サーバやネットワークの構築・運営・管理を行う「システム管理者」の意味であって、情報システムを利用して担当業務を遂行する「エンドユーザ」や「システム利用者」の意味ではないから、注意を要する。
2009年4月30日の試験を最後に、新制度への移行により廃止されることとなった。

## 沿革
- 1994年（平成6年）7月1日　 システムアドミニストレータ試験を新設する[3]。
  - 年一回、秋期に実施するものとされた。
- 同年10月16日　試験を初実施する[4]。
- 同年12月1日　初の合格者を告示する[1]。
- 1996年（平成8年）5月21日　システムアドミニストレータ試験を廃止し、初級システムアドミニストレータ試験を新設する[5]。
  - 上級システムアドミニストレータ試験が新設されたことにより、本試験は名称を変更する形となった。
- 1999年（平成11年）4月18日　春期試験を初実施する[6]。
  - 受験者増大により年二回実施されることとなった。
- 2000年（平成12年）午後試験の方式変更。
- 2009年（平成21年）4月19日　最後の試験を実施する[7]。
- 同年4月30日　試験を廃止する[8]。
  - 新制度への移行により廃止されることとなった。後身のITパスポート試験では、より一般ユーザ向けに難易度を落とした午前試験のみ実施している。
- 同年5月26日　最後の合格者を決定する[2]。

## 形式
| 午前 | 午後                                                             |
| --- | ---------------------------------------------------------------- |
| 150分 多肢選択式（マークシート使用） 基本問題が80問出題、全問解答 | 150分 多肢選択式（マークシート使用） 実践問題が7問出題、全問解答 |
| 内容 以下の6項目と応用分野 - 会社と仕事 - 分析手法と品質管理 - パーソナルコンピュータ - ソフトウェアの使い方（表計算ソフトなど） - コンピュータネットワーク - システムの開発運用管理 など |                                                                  |

当初から平成12年（2000年）までは午後は、4問が基礎能力、3問が応用能力とされていた。
科目免除
- 平成17年度（2005年度）から、情報活用試験1級（旧・情報処理活用能力検定準2級）など国又は情報処理推進機構が認定した試験の合格後、差分講習の修了者は修了日から1年間、午前の科目が免除された。現在では基本情報技術者の午前試験の免除方法に受け継がれている。

## その他
- 工業高等学校のジュニアマイスター顕彰制度において、12ポイントが付与されていた[9]。

- IT人材育成センター国家資格・試験部の統計資料による累計値

| 区分                           | 区分                       | 受験者数（人） | 合格者数（人） | 合格率（%） |
| ------------------------------ | -------------------------- | -------------- | -------------- | ----------- |
| システムアドミニストレータ     | システムアドミニストレータ | 84,838         | 29,010         | 34.2        |
| 初級システムアドミニストレータ | 1996年度～2000年度         | 497,920        | 166,629        | 33.5        |
| 初級システムアドミニストレータ | 2001年度～2009年度         | 1,082,283      | 331,247        | 30.6        |
| 累計                           | 累計                       | 1,665,041      | 526,886        | 31.6        |
応用分野
情報処理の分野だけでなく、製造・サービス・建設業・運輸など、あらゆる分野において応用が効くとされる。これは、エンドユーザ・コンピューティングがコンピュータの小型化、低価格化の進展によりあらゆる場面で活用される状況が発生しているためであり、今後のユビキタスコンピューティングの進展には必須とも言われていた。
初級シスアドはコンピュータ利用の基本的知識を問うものであるので、これ単独ではなく、多方面の専門職業資格を合わせ持つのが最も望ましい状態とされている。